# Локок, Чарлз
Чарлз Дилтри Локок (англ. Charles Dealtry Locock, 27 сентября 1862, Брайтон — 13 мая 1946, Лондон) — английский литературовед, редактор и переводчик. Также известен как шахматист, шахматный композитор, бильярдист и игрок в крокет. Автор значительного количества книг на спортивные темы.

## Биография
Окончил Винчестерский колледж и Оксфордский университет (Университетский колледж). Занимался изучением творчества П. Шелли.
Переводил на английский язык произведения шведских писателей. Наиболее известны его переводы драм А. Стриндберга. Перевод драмы Стриндберга «Пляска смерти» ("Dödsdansen") в 1969 г. лег в основу телевизионной версии спектакля Королевского национального театра (главные роли исполняли Л. Оливье и Дж. Мак-Юэн).
Также занимался переводами произведений Гомера и шведских поэтов XIX — XX вв., в частности, Э. Тегнера,  Г. Фрёдинга, Э. Карлфельдта, Б. Шёберга. Вместе с американцем Ч. Сторком подготовил несколько томов переводов стихов шведских поэтов разного времени.
С 1904 по 1915 г. был редактором издания "Croquet Association Gazette".
Входил в число сильнейших шахматистов-любителей Англии рубежа XIX — XX вв. В 1887 г. победил в чемпионате Великобритании по шахматам среди любителей. В 1888, 1890 и 1892 гг. участвовал в сильных по составу международных турнирах в Брэдфорде, Манчестере и Лондоне (особенно удачно играл в последнем). В составе сборной Англии участвовал в четырех первых матчах по телеграфу со сборной США.

## Основные книги

### Литературоведение
- The Poems of Percy Bysshe Shelley (Стихотворения П. Б. Шелли). London, Methuen and co., ltd, 1911 (совм. с А. Клаттон-Броксом)[2]

### Шахматы
- 120 Chess Problems and Puzzles (120 шахматных задач и головоломок). 1912[3]

### Бильярд
- Side and Screw (Сторона и винт). Longmans. Green, & Co.,1901[4]

### Крокет
- Modern Croquet Tactics (Современная тактика крокета). 1907

### Общие вопросы спорта
- Olympian Echoes (Отголоски Олимпиады). London. St. Catherine Press, 1908[5]

### Литературные переводы
- Thirty-two passages from the Iliad 1922[6]
- Thirty-two passages from the Odyssey 1923
- Fritiof's Saga by Esaias Tegnér 1924
- Guitar and Concertina by Gustaf Fröding 1925
- Modern Swedish Poetry Pt. 1 1929
- Easter and other plays by August Strindberg 1929
- Lucky Peter's Travels and other plays by August Strindberg 1930
- Master Olof and other plays by August Strindberg 1931
- Modern Swedish Poetry Pt. 2 1936 [7]

## Спортивные результаты
| Год  | Город     | Соревнование                                                       | + | −  | = | Результат | Место |
| ---- | --------- | ------------------------------------------------------------------ | - | -- | - | --------- | ----- |
| 1887 | Лондон    | Чемпионат Великобритании среди любителей                           |   |    |   |           | 1     |
| 1888 | Брэдфорд  | Международный турнир (4-й конгресс Британской шахматной федерации) | 5 | 8  | 3 | 6½ из 16  | 11—12 |
| 1889 | Лондон    | Международный турнир (5-й конгресс Британской шахматной федерации) |   |    |   |           | [ 9 ] |
| 1890 | Манчестер | Международный турнир (6-й конгресс Британской шахматной федерации) | 4 | 12 | 3 | 5½ из 19  | 18    |
| 1892 | Лондон    | Международный турнир (7-й конгресс Британской шахматной федерации) | 4 | 2  | 5 | 6½ из 11  | 4—5   |
| 1895 |           | Матч по телеграфу Лондон — Манхэттенский ШК (против А. Ходжеса)    | 0 | 0  | 1 | ½ из 1    |       |
| 1896 |           | Матч по телеграфу Англия — США (5-я доска, против Э. Хаймса)       | 0 | 0  | 1 | ½ из 1    |       |
| 1897 |           | Матч по телеграфу Англия — США (2-я доска, против Дж. Шовальтера)  | 0 | 1  | 0 | 0 из 1    |       |
| 1898 |           | Матч по телеграфу Англия — США (7-я доска, против Д. Бэйрда)       | 0 | 0  | 1 | ½ из 1    |       |
| 1899 |           | Матч по телеграфу Англия — США (7-я доска, против С. Джонстона)    | 0 | 0  | 1 | ½ из 1    |       |